# Beatrice di Savoia (duchessa di Carinzia)
Beatrice di Savoia (1310 – 1331) è stata una principessa di Casa Savoia che fu contessa consorte di Tirolo, margravia consorte di Carniola e duchessa consorte di Carinzia dal 1328 alla morte.

## Origine
Beatrice, secondo lo storico francese Samuel Guichenon, nel suo Histoire généalogique de la royale maison de Savoie, era la figlia ultimogenita di Amedeo V, Conte di Savoia, d'Aosta e di Moriana, e della sua seconda moglie, Maria di Brabante, che la Genealogia Ducum Brabantiæ Ampliata, Maria era la figlia femmina secondogenita del duca di Lorena e del Brabante e duca di Limburgo, Giovanni I di Brabante e della moglie, Margherita di Dampierre o di Fiandra (1251-1285), che sia secondo il Iohannis de Thilrode Chronicon che secondo il Iohannis de Thielrode Genealogia Comitum Flandriæ era figlia del Conte di Fiandra e Marchese di Namur, Guido di Dampierre e di Matilde di Bethune, che secondo gli Annales Blandinienses era figlia ed ereditiera di Roberto VII di Bethune, signore di Béthune, Termonde, Richebourg e Warneton, e d'Elisabeth de Morialmez.
Amedeo V di Savoia, secondo Samuel Guichenon, era il figlio maschio secondogenito di Tommaso II, signore del Piemonte, Conte di Savoia, d'Aosta e di Moriana, Conte di Fiandra e di Hainaut e della sua seconda moglie, Beatrice Fieschi, che era la terza figlia femmina di Teodoro Fieschi, conte di Lavagna, e della di lui consorte Simona de Volta di Capo Corso.

## Biografia
Suo padre, Amedeo V era al suo secondo matrimonio, avendo sposato in prime nozze, Sibilla de Baugé, che, secondo Samuel Guichenon, era signora di Baugé e della Bresse, che gli aveva dato otto figli, di cui cinque ancora in vita, quando, nel 1307, suo padre aveva fatto testamento, in cui dichiarava suo erede universale nel Contado di Savoja, il figlio, Edoardo (Odorado suo figlio primogenito) e definiva anche i vari lasciti sia ai figli di primo letto, Aimone (Aymone suo Secundogenito), Eleonora, Margherita e Agnese (Eleonora, Margarita, ed Agnes sue figlie), sia eventuali di secondo letto (nascituri da Maria di Brabant, sua seconda Consorte).
Le sorellastre e le sorelle maggiori di Beatrice erano state destinate dalla politica matrimoniale perseguita da Amedeo a sposare vari principi confinanti con l'obiettivo di assicurare alla Contea di Savoia gli appoggi per poter mantenere e ampliare i propri feudi.
Diciassettenne, Beatrice venne data in sposa a Enrico di Carinzia e di Tirolo, di oltre quarant'anni più vecchio. Il matrimonio, secondo Samuel Guichenon, venne celebrato, in Tirolo, l'8 giugno 1328; il contratto di matrimonio era stato scritto da Enrico in Tirolo il 3 novembre 1327 (riprodotto nelle Preuves de l'Histoire généalogique de la royale maison de Savoie) venne poi inviato in Savoia da Enrico tramite ambasciatori.
Enrico, secondo il Iohannes abbatis Victoriensis, L. II, era figlio del conte del Tirolo, duca di Carinzia, margravio di Carniola e conte di Gorizia, Mainardo II di Tirolo-Gorizia (Meinhardus comes) e dell'ex regina, Elisabetta di Baviera (ex regina Elizabeth), che era stato anche re di Boemia e di Polonia ed era al suo terzo matrimonio, avendo sposato, Anna di Boemia, Adelaide di Brunswick e Beatrice (Annam, Adelheidem, Beatricem).
Per Enrico questo matrimonio rappresentava l'ultima chance per procreare un erede maschio, avendo egli avuto soltanto due figlie, dalla seconda moglie, di cui un ancora in vita, Margherita. Inoltre, questo matrimonio politico con la cugina di Giovanni I di Boemia poneva fine a controversie protrattesi da lunghi anni con il re di Boemia.
Tuttavia, anche questo matrimonio rimase privo di figli, cosicché nel 1330 Enrico dovette acconsentire al matrimonio, concordato due anni prima, tra il principe boemo Giovanni Enrico di Lussemburgo e sua figlia Margherita.
Ci sono poche testimonianze riguardo Beatrice, che morì circa tre anni dopo il suo matrimonio, nel 1331; secondo il Necrologium Wiltinense, Brixen Necrologies (non consultato), Beatrice morì il 20 dicembre 1331.

## Figli
Beatrice a Enrico non diede figli.

## Ascendenza
|                         |                        |                                | Genitori                  |  |  | Nonni |  |  | Bisnonni            |  |  | Trisnonni             |  |
|                         |                        |                                |                           |  |  |       |  |  | Tommaso I di Savoia |  |  | Umberto III di Savoia |  |
|                         |                        |                                |                           |  |  |       |  |  | Tommaso I di Savoia |  |  | Umberto III di Savoia |  |
|                         |                        | Beatrice di Mâcon              |                           |  |  |       |  |  | Tommaso I di Savoia |  |  |                       |  |
| Tommaso II di Savoia    |                        |                                |                           |  |  |       |  |  | Tommaso I di Savoia |  |  |                       |  |
|                         |                        | Margherita di Ginevra          | Guglielmo I di Ginevra    |  |  |       |  |  |                     |  |  |                       |  |
|                         |                        | Margherita di Ginevra          | Guglielmo I di Ginevra    |  |  |       |  |  |                     |  |  |                       |  |
|                         |                        | Margherita di Ginevra          | Beatrice di Faucigny      |  |  |       |  |  |                     |  |  |                       |  |
| Amedeo V di Savoia      |                        | Margherita di Ginevra          |                           |  |  |       |  |  |                     |  |  |                       |  |
|                         |                        | Teodoro III Fieschi di Lavagna | Ugo Fieschi di Lavagna    |  |  |       |  |  |                     |  |  |                       |  |
|                         |                        | Teodoro III Fieschi di Lavagna | Ugo Fieschi di Lavagna    |  |  |       |  |  |                     |  |  |                       |  |
|                         |                        | Teodoro III Fieschi di Lavagna | Brumisan di Grillo        |  |  |       |  |  |                     |  |  |                       |  |
| Beatrice Fieschi        |                        | Teodoro III Fieschi di Lavagna |                           |  |  |       |  |  |                     |  |  |                       |  |
|                         |                        | Simona della Volta             | Raimondo della Volta      |  |  |       |  |  |                     |  |  |                       |  |
|                         |                        | Simona della Volta             | Raimondo della Volta      |  |  |       |  |  |                     |  |  |                       |  |
|                         |                        | Simona della Volta             | …                         |  |  |       |  |  |                     |  |  |                       |  |
| Beatrice di Savoia      |                        | Simona della Volta             |                           |  |  |       |  |  |                     |  |  |                       |  |
|                         | Enrico III di Brabante | Enrico II di Brabante          |                           |  |  |       |  |  |                     |  |  |                       |  |
|                         | Enrico III di Brabante | Enrico II di Brabante          |                           |  |  |       |  |  |                     |  |  |                       |  |
|                         | Enrico III di Brabante | Maria di Svevia                |                           |  |  |       |  |  |                     |  |  |                       |  |
| Giovanni I di Brabante  | Enrico III di Brabante |                                |                           |  |  |       |  |  |                     |  |  |                       |  |
|                         |                        | Alice di Borgogna              | Ugo IV di Borgogna        |  |  |       |  |  |                     |  |  |                       |  |
|                         |                        | Alice di Borgogna              | Ugo IV di Borgogna        |  |  |       |  |  |                     |  |  |                       |  |
|                         |                        | Alice di Borgogna              | Yolanda di Dreux          |  |  |       |  |  |                     |  |  |                       |  |
| Maria di Brabante       |                        | Alice di Borgogna              |                           |  |  |       |  |  |                     |  |  |                       |  |
|                         |                        | Guido di Dampierre             | Guglielmo II di Dampierre |  |  |       |  |  |                     |  |  |                       |  |
|                         |                        | Guido di Dampierre             | Guglielmo II di Dampierre |  |  |       |  |  |                     |  |  |                       |  |
|                         |                        | Guido di Dampierre             | Margherita II di Fiandra  |  |  |       |  |  |                     |  |  |                       |  |
| Margherita di Dampierre |                        | Guido di Dampierre             |                           |  |  |       |  |  |                     |  |  |                       |  |
|                         |                        | Matilde di Bethune             | Roberto VII di Bethune    |  |  |       |  |  |                     |  |  |                       |  |
|                         |                        | Matilde di Bethune             | Roberto VII di Bethune    |  |  |       |  |  |                     |  |  |                       |  |
|                         |                        | Matilde di Bethune             | Elisabetta di Morialmez   |  |  |       |  |  |                     |  |  |                       |  |
|                         |                        | Matilde di Bethune             |                           |  |  |       |  |  |                     |  |  |                       |  |

### Fonti primarie
- (LA)  De Allobrogibus libri novem.
- (LA)  Monumenta Germaniae Historica, Scriptores, tomus V.
- (LA)  Monumenta Germaniae Historica, Scriptores, tomus IX.
- (LA)  Monumenta Germaniae Historica, Scriptores, tomus XXV.
- (LA)  Monumenta Germaniae Historica, Scriptores rerum Germanicarum in usum scholarum separatim editi (SS rer. Germ.), tomus 36.1.
- (LA)  (FR)  Preuves de l'Histoire généalogique de la royale maison de Savoie, justifiée par titres, ..par Guichenon, Samuel

### Letteratura storiografica
- (FR)  Histoire généalogique de la royale maison de Savoie, justifiée par titres, ..par Guichenon, Samuel
- Museo scientifico, letterario ed artistico:Beatrice Fieschi, pagg. 53 e 54.
- Testamenti di sovrani e principi di Savoia.